# Sally Phipps
Sally Phipps (25 de mayo de 1911 - 17 de marzo de 1978) fue una actriz cinematográfica estadounidense. 
Nacida en Oakland, California, su verdadero nombre era Byrnece Beutler. 
Phipps fue descubierta por Frank Borzage en Los Ángeles, California. Acababa de completar sus estudios cuando empezó a trabajar en el cine. Su primer papel llegó con Bertha, the Sewing Machine Girl (1926). En poco tiempo actuó en Girls (1927), Love Makes 'Em Wild (1927) y Gentlemen Prefer Scotch (1927). 
En agosto de 1927 firmó un contrato de cinco años con Sol M. Wurtzel, secretario personal de William Fox. El contrato de Phipps con Fox Film estipulaba que sus emolumentos iniciales serían de 125 dólares semanales para incrementarse a 600 dólares seis meses antes de la finalización del contrato.
Ese mismo año Phipps fue elegida una de las trece WAMPAS Baby Stars. 
A Phipps se le asignó el papel principal de la producción de la Fox The News Parade, en enero de 1928. Su coprotagonista era Nick Stuart, y la película se rodó en Nueva York. Una crítica de 1927 sobre el trabajo de Phipps en Love Makes 'Em Wild alababa su actuación. La última actuación de Sally Phipps tuvo lugar en el film Detectives Wanted (1929).
Sally Phipps falleció en Long Island, Nueva York, en 1978.